# 中坝站
中坝站位于中国四川省成都市青羊区，是成都地铁4号线的地下车站。

## 车站概要
本站位于光华北三路与光华东一路交叉口南侧，沿光华北三路呈现南北向布置，于2015年12月26日启用，因所在苏坡街道中坝社区而得名。

## 车站构造
本站为地下二层单柱双跨岛式站台1面2线明挖车站，总建筑面积9684平方米，共修建及预留4个出入口（3、4号出入口与中铁置业地块开发预留了连通接口）。
| 地面      |                                  | 出入口                       |  |
| 地下 一层 | 站厅层                           | 安检、售票机、站内商店       |  |
| 地下 二层 |                                  | 4号线列车往万盛方向 （蔡桥） |  |
| 地下 二层 | 岛式站台，左边车门将会开启       |                              |  |
| 地下 二层 | 4号线列车往西河方向 （成都西站） |                              |  |

## 车站服务
因临近成都市妇女儿童中心医院，为方便搭乘地铁前往医院就诊的妈妈们照顾宝宝，为有需求的妈妈哺乳、整理宝宝用品提供一个舒适、静谧的环境，本站设有母婴候车室，配置婴儿护理台、软凳等设施和用品。

## 出入口信息
本站目前开放3个出入口。
| 出口编号 | 设施                           | 地点       | 可到达目的地                     |
| -------- | ------------------------------ | ---------- | -------------------------------- |
|          |                                |            |                                  |
|          |                                | 光华北三路 | 中铁西城东苑、光华逸家           |
| 出口 · B | 无障碍电梯 无障碍卫生间 哺乳室 | 光华北三路 | 成都市妇女儿童中心医院           |
| 出口 · D |                                | 光华东二路 | 鹏瑞利青羊广场、中铁西城、大公园 |

## 公交配套
33、210、232、1056

## 大事记
- 2012年1月12日，启动打围[2]。
- 2012年9月22日，主体封顶[8]。
- 2015年12月26日，正式启用[1]。